# Antônio Dias
Antônio Dias is een gemeente in de Braziliaanse deelstaat Minas Gerais. De gemeente telt 9.598 inwoners (schatting 2009).

## Aangrenzende gemeenten
De gemeente grenst aan Coronel Fabriciano, Ferros, Jaguaraçu, Nova Era, Santa Maria de Itabira, São Domingos do Prata en Timóteo.